# Eleorchis japonica
Eleorchis japonica – gatunek roślin z monotypowego rodzaju Eleorchis z rodziny storczykowatych (Orchidaceae). Rośliny występują na obszarze Japonii oraz Kuryli. W naturalnym środowisku rośliny występują na bagnach i zakwitają w sierpniu.

## Morfologia
Liście pojedyncze i podłużne. Kwiatostan z pojedynczym kwiatem, rzadko z dwoma. Warżka różowo-fioletowa. Kwiaty posiadają 4 pyłkowiny. Owocem jest eliptyczna torebka.

## Systematyka
Gatunek sklasyfikowany do rodzaju Eleorchis, do podplemienia Arethusinae w plemieniu Arethuseae, podrodzina epidendronowe (Epidendroideae), rodzina storczykowate (Orchidaceae), rząd szparagowce (Asparagales) w obrębie roślin jednoliściennych.